# Révision constitutionnelle italienne de 2020
La révision constitutionnelle sur la réduction du nombre de parlementaires est une révision de la Constitution de la République italienne entreprise à partir de 2019, sous les premier et second gouvernements de Giuseppe Conte. Elle fait passer le nombre de parlementaires élus au Parlement de la République italienne de 945 à 600, en réduisant le nombre de députés et de sénateurs respectivement de 630 à 400 et de 315 à 200.
Après un long parcours législatif qui voit le projet survivre à une chute du gouvernement et à un renversement d'alliance du Mouvement cinq étoiles à son origine, ainsi qu'à un référendum constitutionnel approuvé à une large majorité de près de 70 % des votants, la révision entre en vigueur le 5 novembre 2020. La réduction du nombre de parlementaires s'applique à partir de la XIXe législature, à l'issue des élections parlementaires de 2022.

## Historique

### Origine du projet

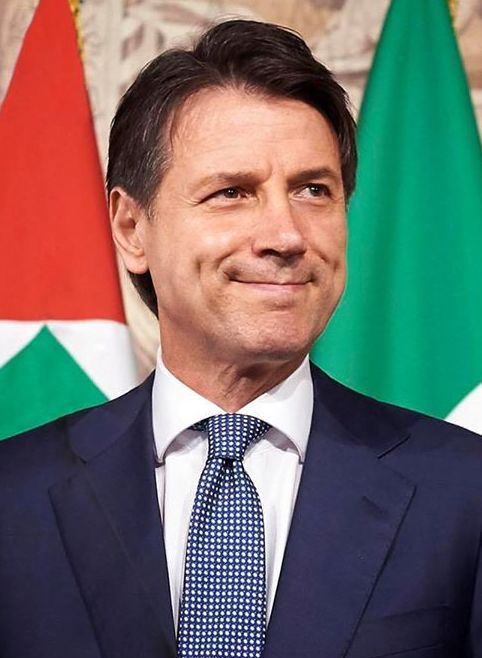
Giuseppe Conte

Le gouvernement Conte I composé de l'alliance du Mouvement 5 étoiles et de la Ligue met en œuvre une réforme constitutionnelle visant à une réduction importante du nombre de parlementaires, en accord avec une promesse électorale du Mouvement 5 étoiles. 
Cette réforme vise à abaisser le nombre total de parlementaires de 945 à 600, en faisant passer celui des députés de 630 à 400, et celui de sénateurs de 315 à 200, tout en conservant les modalités de la loi électorale. Ces chiffres, ainsi que ceux des députés et sénateurs élus par les Italiens de l'étranger - respectivement 12 et 6, qui seraient abaissés à 8 et 4 - figurent cependant directement dans les articles 56 et 57 de la Constitution de la République italienne. Le gouvernement engage par conséquent une révision constitutionnelle. Or, toute révision de la Constitution italienne nécessite d'être approuvée lors de deux délibérations successives dans chacune des deux chambres, séparées d'au moins trois mois. 

### Parcours parlementaire
Le projet de réforme constitutionnelle est introduit au Sénat le 4 avril 2018, où il est approuvé le 7 février de l'année suivante par 185 voix pour, 54 contre et 4 abstentions. Transmis à la Chambre après le délai constitutionnel de trois mois, il y est approuvé le 9 mai 2019 par 310 voix pour, 107 contre et 5 abstentions. Le texte doit alors de nouveau être approuvé dans les mêmes termes par les deux chambres.
Au cours du premier examen, le projet est ainsi approuvé à la majorité absolue mais pas à la majorité qualifiée des deux tiers. Le gouvernement ne disposant pas d'une telle majorité, ses chances de l'être au second examen sont considérées comme nulles. La révision devrait par conséquent être susceptible d'être soumise à référendum, une étape jugée probable, l'opposition disposant du nombre de parlementaires et de conseils régionaux suffisant pour déclencher la tenue d'un tel scrutin. Pour être validée, la réforme nécessiterait alors de recueillir un vote favorable de la majorité absolue des votants, sans quorum de participation.
Le nombre de parlementaires élus selon les différents modes de scrutin ne figure cependant pas dans la Constitution, mais dans les modalités de la loi électorale de 2017, qui fixe précisément leurs nombres. Pour les députés, 232 sièges sont ainsi pourvus au scrutin uninominal majoritaire à un tour et 386 au scrutin proportionnel plurinominal. Ils sont de 116 et 193 pour les sénateurs, les sièges réservés à la diaspora s'ajoutant ensuite dans chacune des chambres. Ces chiffres étant incompatibles avec l'objectif de réduction du nombre de parlementaires, le gouvernement procède en parallèle à une modification de la loi électorale. Dans chaque chambre, le nombre de sièges au scrutin majoritaire est fixé à trois huitièmes du total de sièges obtenu une fois déduit les sièges de la diaspora, et celui à la proportionnelle à cinq huitièmes. De cette manière, le nombre de sièges par mode de scrutin demeure inchangé, tout en étant disposé à changer en fonction du total de sièges. La réforme est approuvée au Sénat le 19 février 2019 par 136 voix pour et 101 contre, puis à la Chambre le 13 mai suivant par 269 voix pour, 167 contre et 14 abstentions. La loi entre en vigueur le jour même, et les nouvelles modalités sont appliquées à partir du 26 juin 2019,.
Le texte est adopté en seconde lecture au Sénat par 180 voix pour, 50 contre et 0 abstention le 11 juillet 2019, notamment grâce aux voix des sénateurs de Frères d'Italie tandis que ceux de Forza Italia s'abstiennent. Le second passage à la Chambre de la révision constitutionnelle est alors attendu pour septembre.

### Crise politique
Le 8 août 2019, après des désaccords avec ses partenaires de coalition, le chef de la Ligue Matteo Salvini met fin à la coalition avec le Mouvement cinq étoiles et demande des législatives anticipées. L'avenir de la réforme constitutionnelle est alors incertain. Le Mouvement cinq étoiles demande que le vote final, prévu le 22 août à la rentrée parlementaire, ait lieu avant qu'une motion de censure ne soit votée lors de sessions extraordinaires dans les deux chambres. Le vote de la réforme devient l'enjeu de la lutte de pouvoir entre les deux formations, la Ligue refusant initialement son vote, avant de se raviser lorsque l'ex-dirigeant du Parti démocrate Matteo Renzi propose au M5S de former une coalition. Renzi propose en gage de soutien de faire voter par le Parti démocrate (PD) la réforme constitutionnelle du M5S, malgré le vote opposé du PD au cours des étapes précédentes de la procédure, déclarant qu'à moins d'un mois du vote final celle-ci doit désormais être menée à son terme, quitte à voir la population trancher par la suite par référendum, la baisse du nombre de parlementaires permettant d'éviter une hausse de la TVA,.
Lors de son discours au Sénat le 20 août 2019, Giuseppe Conte annonce sa démission, faisant le constat de l'impossibilité de poursuivre le gouvernement de coalition à la suite de la défection de la Ligue. Sa démission est acceptée le jour même par le président Mattarella, ouvrant une période d'incertitude politique.
Le vote de la réforme, prévu deux jours plus tard, est finalement repoussé le 21 à une date indéterminée, en attendant la résolution de la crise. De nouvelles élections rendraient caduc tout travail parlementaire inachevé de la législature sortante, annulant de fait l'ensemble du projet de réforme. Un retournement d'alliance voit cependant Le Mouvement cinq étoiles former une nouvelle majorité avec le Parti démocrate, aboutissant à la mise en place du gouvernement Conte II le 5 septembre 2019. Les deux formations s'accordent entre autres sur le vote de la réforme constitutionnelle, Conte annonçant le jour même sa mise à l'ordre du jour prochaine dans son discours d'investiture à la Chambre. Le dirigeant du M5S, Luigi Di Maio, fait de la réduction du nombre de parlementaires un cheval de bataille tout au long de la crise, insistant pour la mise en œuvre de cette promesse phare de son mouvement,. Le texte est adopté en seconde lecture à la Chambre par 553 voix pour, 14 contre et 2 abstentions le 8 octobre 2019,. Un délai de trois mois doit s'ensuivre au cours duquel l'organisation d'un référendum peut être demandée par un minimum de 500 000 électeurs, ou au moins un cinquième des membres de l'une des deux chambres, ou au moins cinq des vingt conseils des régions d'Italie. À défaut, la révision constitutionnelle entrerait en vigueur à l'issue de ce délai. Un total de 71 sénateurs en font la demande, dont 42 de Forza Italia, 10 indépendants, neuf de la Ligue, cinq du Parti démocrate, 2 du Mouvement cinq étoiles, 2 d'Italia Viva et un sénateur n'appartenant à aucun groupe. Le quorum de 64 membres de la chambre haute étant atteint, la réforme constitutionnelle est soumise à référendum après approbation de la Cour constitutionnelle. La date du scrutin est initialement fixée au 29 mars 2020 au cours du conseil des ministres du 27 janvier. Elle est cependant ajournée en raison de la pandémie de Covid-19.

### Référendum
Le référendum constitutionnel est finalement organisé les 20 et 21 septembre 2020, et voit la population approuver la révision à une large majorité de près de 70 % des votants. 

### Conséquences
La révision des articles 56, 57 et 59 de la Constitution fixe le nombre de membres de la Chambre des députés à 400, dont 8 élus à l'étranger. Le ratio de trois huitièmes conduit alors à un total de 147 députés élus au scrutin majoritaire, et 245 à la proportionnelle, diaspora incluse[Quoi ?].
Au Sénat, le nombre de membres passe à 200, dont 4 élus à l'étranger. L'application du ratio conduit de la même manière 74 d'entre eux à être élu au scrutin majoritaire, et 122 à la proportionnelle. Le nombre minimum de sénateurs passe de sept par région à trois par région ou province autonome, Molise et la Vallée d'Aoste en conservant respectivement deux et un seul à titre exceptionnel. La répartition des sièges supplémentaires entre les différentes entités se fait toujours sur la base de leur population lors du dernier recensement, sur la base des quotients entiers et des plus forts restes[pas clair], y compris désormais celles des différentes circonscriptions des sièges de la diaspora,. Le nombre d'électeurs pour un député passe en moyenne de 96 006 à 151 210 à la Chambre et de 188 424 à 302 420 au Sénat.
| Chambre des députés | Chambre des députés | Chambre des députés | Chambre des députés | Sénat de la République | Sénat de la République | Sénat de la République |
|                     |                     |                     |                     |                        |                        |                        |
| Méthode             | Méthode             | Sièges              | %                   | Méthode                | Sièges                 | %                      |
|                     | Uninominal          | 147                 | 37 %                | Uninominal             | 74                     | 37 %                   |
|                     | Proportionnelle     | 245                 | 61 %                | Proportionnelle        | 122                    | 61 %                   |
|                     | Expatriés           | 8                   | 2 %                 | Expatriés              | 4                      | 2 %                    |

La révision constitutionnelle précise par ailleurs le nombre total de sénateurs à vie nommés, en le limitant à cinq en tout. Depuis la présidence de Sandro Pertini, la pratique voulait que chaque président puisse désigner cinq sénateurs à vie au cours de son septennat, quand bien même ceux nommés par ses prédécesseurs étaient encore en poste. Il y a ainsi eu jusqu'à neuf sénateurs à vie nommés simultanément, entre juin 1991 et août 1994.
Chaque président peut toujours nommer jusqu'à cinq sénateurs à vie au cours de son mandat, mais il ne peut désormais y avoir plus de cinq de ces sénateurs nommés à la fois, là où la Constitution permettait auparavant leur cumul d'un président à un autre en ne mentionnant pas ce total cumulé. L'amendement ne change pas la situation des anciens présidents de la République qui deviennent toujours sénateurs à vie à la fin de leurs mandats, leur nombre pouvant se cumuler à celui des cinq sénateurs nommés.
Les articles révisés prennent effet pour la fin du mandat de la législature en cours, de façon naturelle ou par dissolution, sauf si celle-ci a lieu moins de soixante jours à compter de l'entrée en vigueur de la révision constitutionnelle. La commission électorale doit notamment procéder dans ce délai de deux mois au redécoupage des circonscriptions, en accord avec la réforme de la loi électorale votée le 19 février 2019,.
La révision constitutionnelle est signée par le président, Sergio Mattarella, et promulguée au journal officiel le 21 octobre 2020, un mois après le scrutin, avant d'entrer en vigueur le 5 novembre,. Le redécoupage des circonscriptions proposé par le gouvernement reçoit le feu vert de la commission des affaires constitutionnelles des deux chambres le 11 décembre. La réduction parlementaire est mise en œuvre pour la première fois lors des élections organisées en septembre 2022.